# Macrophthalmidae
Macrophthalmidae là danh pháp khoa học của một họ cua.

## Các chi
Tính đến năm 2019 họ này gồm 3 phân họ với 13 chi và 76 loài đã biết.
- Phân họ Ilyograpsinae Števčić, 2005 (đồng nghĩa: Ilyograpsini Števčić, 2005)
  - Chi Apograpsus Komai & Wada, 2008: 1 loài (Apograpsus paantu).
  - Chi Ilyograpsus Barnard, 1955: 5 loài.
  - Chi Mirograpsus Komai & Fujita, 2018: 2 loài.
- Phân họ Macrophthalminae Dana, 1851
  - Chi Australoplax Barnes, 1966: 1 loài (Australoplax tridentata).
  - Chi Chaenostoma Stimpson, 1858: 7 loài. Tách ra từ Macrophthalmus.
  - Chi Enigmaplax Davie, 1993: 1 loài (Enigmaplax littoralis).
  - Chi Euplax H. Milne Edwards, 1852: 2 loài. Tách ra từ Macrophthalmus.
  - Chi Hemiplax Heller, 1865: 1 loài (Hemiplax hirtipes). Tách ra từ Macrophthalmus.
  - Chi Lutogemma Davie, 2008: 1 loài (Lutogemma sandybrucei).
  - Chi Macrophthalmus Desmarest, 1823: 47 loài. Gồm các phân chi Macrophthalmus, Mareotis, Paramareotis.
  - Chi Tasmanoplax Barnes, 1967: 1 loài (Tasmanoplax latifrons). Tách ra từ Macrophthalmus.
  - Chi Venitus Barnes, 1967: 5 loài. Tách ra từ Macrophthalmus.
- Phân họ Tritodynamiinae Števčić, 2005
  - Chi Tritodynamia Ortmann, 1894 (gồm cả Tritodynamea Balss, 1922): 11 loài.